# Waldsteinia
Waldsteinia é um género botânico pertencente à família Rosaceae.